# 米哈伊尔·阿维尔基耶维奇·哈尔拉莫夫
米哈伊尔·阿维尔基耶维奇·哈尔拉莫夫（俄语：Михаил Аверкиевич Харламов，1913年10月26日（11月8日）—1990年11月16日）是苏联广播电视台委员会主席、赫鲁晓夫的支持者之一，赫鲁晓夫下台后被贬职。